# 中島正信
中島 正信（なかじま まさのぶ）は、日本の地方公務員。神奈川県環境農政局長や、神奈川県保健福祉局長、神奈川県総務局長、神奈川県副知事を経て、全国知事会事務総長。

## 人物・経歴
中央大学法学部卒業後、1980年神奈川県入庁。財政課長や、環境農政局長、保健福祉局長を経て、2015年総務局長。2017年から吉川伸治の後任として副知事を務め、政策局、総務局、産業労働局、会計局、県政全般総括、神奈川県教育委員会、選挙管理委員会、人事委員会、監査委員、神奈川県公安委員会、労働委員会を担当し、地方独立行政法人神奈川県立病院機構神奈川県立がんセンター医師大量退職事件を受け、土屋了介理事長の解任等による対応にあたった。2020年神奈川産業振興センター理事長。2022年全国知事会事務総長。